# Ranunculus yinshanicus
Ranunculus yinshanicus là một loài thực vật có hoa trong họ Mao lương. Loài này được (Y.Z. Zhao) Y.Z. Zhao miêu tả khoa học đầu tiên năm 1989.